# Erik ten Hag
Erik ten Hag   (Haaksbergen, 3 de febrer de 1970) és un exfutbolista i entrenador de futbol neerlandès. Actualment és l'entrenador del Bayer Leverkusen.

## Trajectòria com a entrenador
El 2012 va ser nomenat gerent de Go Ahead Eagles la segona divisió neerlandesa Eerste Divisie. Entre el 2013 i 2015 va entrenar el filial del FC Bayern de Múnic.
L'estiu de 2015 va ser nomenat director esportiu i entrenador del FC Utrecht on va arribar a la cinquena posició durant la seva primera temporada. La temporada 2016-2017, va millorar la seva posició final fins al quart lloc, aconseguint arribar a les eliminatòries de la Lliga Europa de la UEFA.
El 21 de desembre de 2017 va ser nomenat entrenador de l'Ajax que va portar a quarts de final de la Lliga de Campions 2018-2019, guanyant contra el Reial Madrid per 4-1 a l'estadi Santiago Bernabéu. sent eliminat a semifinals contra el Tottenham. La temporada 2020/21 va guanyar la Eredivisie.
El dijous 21 d'abril del 2022, el Manchester United FC va anunciar la contractació del tècnic neerlandès des del final de la temporada fins a juny del 2025.

## Palmarès

### Com a jugador
VBV De Graafschap
- 1 Eerste Divisie: 1990-91

FC Twente
- 1 Copa neerlandesa: 2000-01

### Com a entrenador
FC Bayern de Múnic II
- 1 Regionalliga Bayern: 2013-14

AFC Ajax
- 3 Eredivisie: 2018-19, 2020-21, 2021-22
- 2 Copes neerlandeses: 2018-19, 2020-21
- 1 Supercopa neerlandesa: 2019

Manchester United FC
- 1 Copa anglesa: 2023-24
- 1 Copa de la lliga anglesa: 2022-23